# One Way Heroics
One Way Heroics – niezależna japońska gra Roguelike zawierająca cechy gier RPG, wydana przez PLAYISM w języku angielskim 29 listopada 2013 roku. Gra została także wydana 28 lutego 2014 roku na platformie Steam w ramach programu Steam Greenlight. 18 czerwca 2020 wersja gry wraz z dodatkiem One Way Heroics Plus otrzymała wersję na konsolę Nintendo Switch.

## Rozgrywka
Przed rozpoczęciem rozgrywki gracz wybiera jedną spośród dostępnych klas, spośród między innymi Swordmaster, Pirate czy Hero, a następnie dobiera atuty postaci, które wpływają na jej początkowe statystyki podczas gry. Celem każdej partii jest pokonanie znajdującego się w odległości 200 kilometrów od punktu startowego Demon Lorda, przechodząc wcześniej przez losowo generowany teren. Ruch gracza odbywa się w turach, podczas których może przemieszczać się po kwadratowej siatce, walczyć z napotkanymi przeciwnikami lub wchodzić w interakcje z napotkanymi postaciami lub otoczeniem. Wraz ze zdobywaniem kolejnych poziomów doświadczenia statystyki gracza ulegają poprawie w sposób losowy, przy czym zależnie od wybranej klasy przyrost punktów w konkretnej dziedzinie może być ograniczony, lub niemożliwy. Gra zawiera prosty system ekwipunku, przypominający starsze gry RPG. Możliwe jest rekrutowanie niektórych napotkanych postaci do drużyny gracza. 
Kluczowym elementem gry jest Darkness, znajdująca się z lewej strony ekranu siła przesuwająca się naprzód wraz z upływem czasu, wymuszająca na graczu odpowiednie zarządzanie czasem. Wraz z jej postępem świat gry ulega nieodwracalnemu zniszczeniu. Bezpośredni kontakt z nią oznacza także śmierć postaci gracza.
Śmierć postaci gracza lub osiągnięcie jednego z zakończeń oznacza zakończenie danego podejścia. Na koniec każdej partii gracz otrzymuje ocenę poszczególnych jego aspektów i adekwatnie do nich przyznawane są punkty, które może wykorzystać do odblokowania ulepszeń oraz ułatwień, takich jak nowe klasy i atuty, które mogą pomóc przy kolejnym podejściu. Wtedy można także umieścić niektóre ze zdobytych przedmiotów w Dimensional Vault, który pozwala korzystać ze zdobytego w danej partii ekwipunku w innych podejściach.
Oprócz domyślnej opcji generowania losowego terenu, gracz może wybrać także jeden z innych dostępnych w rotacji. Niektóre z nich przykładowo posiadają modyfikatory wpływające na rozgrywkę albo posiadają postaci niezależne blisko miejsca startu. Istnieje także opcja ponownego podejścia do wcześniej wygenerowanego świata.

## One Way Heroics Plus
One Way Heroics Plus to płatny dodatek, wydany 23 kwietnia 2015 roku przez PLAYISM, oraz później 17 sierpnia 2015 roku na platformie Steam.
Dodaje on do gry trzy nowe klasy postaci (Ninja, Spirit Knight oraz Tourist), a także wprowadza nowe umiejętności, przedmioty i rodzaje postaci niezależnych. Wprowadza także wiele poprawek w sferze graficznej oraz balansu, dodaje też skróty klawiszowe i nowe mechaniki rozgrywki.

## Odbiór
One Way Heroics sprzedało się w ponad 200 tys. egzemplarzy.
Tytuł zebrał w serwisach branżowych mieszane i pozytywne opinie. RPGamer przyznał grze notę 3.5/5, chwaląc znajdujące się w grze systemy i ich współdziałanie, ale także narzekając na niskobudżetowość tytułu oraz słabą jakość angielskiego tłumaczenia. USgamer ocenił One Way Heroics na 3/5, krytykując ubogą oprawę graficzną, ale pozytywnie odnosząc się do wciągającej i innowacyjnej rozgrywki. RPG Site oceniło One Way Heroics na 8/10, za mocny punkt tytułu uznając wiele czynników czyniących każde podejście unikatowym, solidne mechanizmy leżące u podstaw rozgrywki i sterowanie.